# Michael Begley
Michael "Mike" Begley (Dublín, Irlanda, 22 de setembre de 1872 – Saint Louis, 24 d'agost de 1938) va ser un remer irlandès de naixement i estatunidenc d'adopció que va competir a principis del segle xx.
El 1904 va prendre part en els Jocs Olímpics de Saint Louis, on va guanyar la medalla de plata en la prova de quatre sense timoner del programa de rem, formant equip amb Frederick Suerig, Martin Formanack i Charles Aman.